# Finale du Grand Prix IAAF 1998
Navigation
Édition précédente Édition suivante
La 14e Finale du Grand Prix de l'IAAF a eu lieu le 5 septembre 1998 au Stade Loujniki de Moscou. Dix-huit épreuves figurent au programme (10 masculines et 8 féminines).

## Classement général

### Hommes
1. Hicham El Guerrouj : 136 points
2. Haile Gebrselassie : 114 points
3. Bryan Bronson : 97 points

### Femmes
1. Marion Jones : 130 points
2. Svetlana Masterkova : 107 points
3. Falilat Ogunkoya : 101 points

## Résultats

### Hommes
| Épreuves | Or                                        | Argent                             | Bronze                                   |
| --- | ----------------------------------------- | ---------------------------------- | ---------------------------------------- |
| 100 m | Frankie Fredericks Namibie 10 s 11        | Obadele Thompson Barbade 10 s 11   | Tim Harden États-Unis 10 s 12            |
| 400 m | Mark Richardson Royaume-Uni 44 s 88       | Jerome Young États-Unis 44 s 96    | Iwan Thomas Royaume-Uni 44 s 96          |
| 1 500 m | Hicham El Guerrouj Maroc 3 min 32 s 03    | Laban Rotich Kenya 3 min 33 s 04   | William Tanui Kenya 3 min :33 s 30       |
| 3 000 m | Haile Gebrselassie Éthiopie 7 min 50 s 00 | Luke Kipkosgei Kenya 7 min 50 s 87 | Julius Gitahi Kenya 7 min 51 s 49        |
| 400 m haies | Stéphane Diagana France 48 s 30           | Dinsdale Morgan Jamaïque 48 s 60   | Samuel Matete Zambie 48 s 73             |
| Triple saut | Charles Friedek Allemagne 17,33 m         | Denis Kapustin Russie 17,01 m      | Aleksandr Glavatskiy Biélorussie 16,98 m |
| Saut en hauteur | Javier Sotomayor Cuba 2,31 m              | Staffan Strand Suède 2,28 m        | Charles Austin États-Unis 2,28 m         |
| Saut à la perche | Maksim Tarasov Russie 5,95 m              | Jean Galfione France 5,90 m        | Danny Ecker Allemagne 5,80 m             |
| Lancer du marteau | Tibor Gécsek Hongrie 81,21 m              | Balázs Kiss Hongrie 79,71 m        | Andrey Abduvaliyev Ouzbékistan 78,30 m   |
| Lancer du poids | John Godina États-Unis 21,21 m            | Yuriy Bilonog Ukraine 20,62 m      | Oliver-Sven Buder Allemagne 20,53 m      |
| Records et Performances - AR : Record continental (area record) - CR : Record des championnats (championship record) - MR : Record du meeting (meet record) - NR : Record national (national record) - OR : Record olympique (olympic record) - PR : Record paralympique (paralympic record) - PB : Record personnel (personal best) - SB : Meilleure performance personnelle de la saison (season's best) - WL : Meilleure performance mondiale de l'année (world leader) - WJR : Record du monde junior (world junior record) - WR : Record du monde (world record) Circonstances et Conditions - DNF : N'a pas terminé (did not finish) - DNS : N'a pas pris le départ (did not start) - DQ : Disqualification (disqualification) - NM : Aucun essai valable enregistré (No Mark) - Q : Qualifié « directement » au prochain tour (ou à la prochaine compétition), lors d'une compétition majeure, grâce au classement ou à la réalisation des minima (automatic qualifier) - q : Qualifié au prochain tour (ou à la prochaine compétition), lors d'une compétition majeure, grâce au repêchage ou à la réalisation de l'une des meilleures performances parmi celles des « non qualifiés directement » (grâce au meilleur temps ou à la meilleure distance par exemple) (secondary qualifier) |                                           |                                    |                                          |

### Femmes
| Épreuves | Or                                       | Argent                               | Bronze                                  |
| --- | ---------------------------------------- | ------------------------------------ | --------------------------------------- |
| 100 m | Marion Jones États-Unis 10 s 83          | Savatheda Fynes Bahamas 11 s 10      | Inger Miller États-Unis 11 s 15         |
| 400 m | Falilat Ogunkoya Nigeria 49 s 73         | Charity Opara Nigeria 50 s 09        | Sandie Richards Jamaïque 50 s 44        |
| 1 500 m | Svetlana Masterkova Russie 4 min 03 s 79 | Kutre Dulecha Éthiopie 4 min 04 s 72 | Carla Sacramento Portugal 4 min 05 s 82 |
| 3 000 m | Gete Wami Éthiopie 8 min 40 s 11         | Zahra Ouaziz Maroc 8 min 40 s 45     | Mariya Pantyukhova Russie 8 min 47 s 77 |
| 100 m haies | Michelle Freeman Jamaïque 12 s 56        | Melissa Morrison États-Unis 12 s 65  | Glory Alozie Nigeria 12 s 72            |
| Saut en longueur | Marion Jones États-Unis 7,13 m           | Heike Drechsler Allemagne 6,99 m     | Fiona May Italie 6,89 m                 |
| Lancer du disque | Natalya Sadova Russie 68,50 m            | Franka Dietzsch Allemagne 65,24 m    | Nicoleta Grasu Roumanie 65,10 m         |
| Lancer du javelot | Tanja Damaske Allemagne 68,40 m          | Tatyana Shikolenko Russie 67,84 m    | Trine Hattestad Norvège 67,26 m         |
| Records et Performances - AR : Record continental (area record) - CR : Record des championnats (championship record) - MR : Record du meeting (meet record) - NR : Record national (national record) - OR : Record olympique (olympic record) - PR : Record paralympique (paralympic record) - PB : Record personnel (personal best) - SB : Meilleure performance personnelle de la saison (season's best) - WL : Meilleure performance mondiale de l'année (world leader) - WJR : Record du monde junior (world junior record) - WR : Record du monde (world record) Circonstances et Conditions - DNF : N'a pas terminé (did not finish) - DNS : N'a pas pris le départ (did not start) - DQ : Disqualification (disqualification) - NM : Aucun essai valable enregistré (No Mark) - Q : Qualifié « directement » au prochain tour (ou à la prochaine compétition), lors d'une compétition majeure, grâce au classement ou à la réalisation des minima (automatic qualifier) - q : Qualifié au prochain tour (ou à la prochaine compétition), lors d'une compétition majeure, grâce au repêchage ou à la réalisation de l'une des meilleures performances parmi celles des « non qualifiés directement » (grâce au meilleur temps ou à la meilleure distance par exemple) (secondary qualifier) |                                          |                                      |                                         |